# Аэрогриль
Аэрогри́ль или конвекционная печь (англ. Convection oven) — бытовой электроприбор, предназначенный для приготовления пищи с помощью потоков горячего воздуха, по своему принципу действия напоминает фен. Представляет собой стеклянную чашу, которая имеет подставку и накрывается сверху крышкой. Внутри крышки находятся ТЭН и вентилятор, приводимый в действие двигателем с экранированными полюсами, а снаружи — панель управления.

## Название
Прибор был изобретён в середине 1980-х годов в США под названием convection oven («конвекционная печь»).
Слово «аэрогриль» придумано в 1996 году петербургской компанией «Семь холмов» (дистрибьютором компании «Hotter» в СНГ) и с тех пор стало на российском рынке нарицательным обозначением конвекционных печей этого типа. В английском языке выражение «aero grill» имеет другое значение, так называют решётку радиатора автомобиля. Хотя многие производители и магазины разделяют аэрогрили и аэрофритюрницы на разные подвиды, считается, что это одно и тоже (в плане технологии приготовления), внешне они могут отличаться.

## Устройство и принцип работы
Аэрогриль — это разновидность конвекционной печи. Он имеет достаточно простое устройство: круглая стеклянная колба на пластиковой подставке, крышка с ТЭНом и вентилятором. В некоторых дешёвых моделях вместо ТЭНа используется галогенный нагреватель, который более экологичен (стекло не подвержено окислению и коррозии), но имеет меньший ресурс работы. Большинство моделей также комплектуется металлическим кольцом, которое может устанавливаться поверх стеклянной чаши, увеличивая её объём.
Кроме классических аэрогрилей со стеклянной колбой на рынке появляются модели в пластиковом корпусе с металлическим поддоном. Их часто называют аэрофритюрницами. Металлические поддоны покрыты антипригарным покрытием.
Горячий воздух двигается по всем направлениям термокамеры сверху вниз, а затем снизу вверх к вентилятору. Таким образом создаются вихревые воздушные потоки, в которых и готовится пища. В зависимости от модели интенсивность вихревого потока может быть постоянной либо иметь несколько режимов. Благодаря герметичности камеры, нагретый воздух не выходит наружу, а снова и снова втягивается вентилятором и пропускается через ТЭН, что обеспечивает быстрый и равномерный прогрев всего объёма печи и продукции, находящейся в ней.

## Достоинства и недостатки
Достоинства
- возможно приготовление без масла и жира. Пища нагревается равномерно и практически не пригорает;
- отключение прибора происходит по таймеру и процесс готовки не требует присутствия на кухне[6];
- некоторые блюда в аэрогриле приготовляются заметно лучше, чем другими способами[7];
- для приготовления подходит практически любая посуда.

Недостатки:
- сравнительно малый объём;
- более длительное по сравнению с плитой время варки;
- высокий расход электроэнергии[8];
- необходимость выделения отдельного жароустойчивого места на кухне.

## Использование
С помощью аэрогриля можно жарить мясо, запекать разные продукты, делать выпечку, стерилизовать банки, обжаривать семечки, сушить фрукты и ягоды, разогревать готовую пищу. Внутрь колбы можно помещать посуду из любого термостойкого материала, благодаря чему можно готовить первые блюда, каши и жаркое в горшочках.

### Особенности использования
- При варке продукты лучше заливать горячей водой.
- Для приготовления можно использовать любую посуду из металла, керамики или жаростойкого стекла. Для сокращения времени приготовления посуда должна иметь тонкие стенки[9].

## Производители
К настоящему времени на российском рынке представлены марки: Hotter, VES, Smile, Unit, Domus, Vitesse и др., предлагающие в общей сложности около двух десятков моделей.